# Henry John Horstman Fenton
Henry John Horstman Fenton (* 18. Februar 1854 in London; † 13. Januar 1929 ebenda) war ein britischer Chemiker. Vor der Jahrhundertwende entwickelte er die Fenton-Reaktion, eine durch Eisensalze katalysierte Oxidation organischer Substrate mit Wasserstoffperoxid in saurem Medium. Das Fentons-Reagenz wird auch benutzt, um schwer abbaubare organische Verbindungen wie Trichlorethylen und Tetrachlorethylen zu zerstören.
Henry Fenton studierte an der Magdalen College School (Oxford), dem King’s College London und dem Christ’s College Cambridge (Vereinigtes Königreich). Er arbeitete seit 1878 als Chemie-Assistent („University Demonstrator“) und von 1904 bis 1924 als „University Lecturer“ in Cambridge.

## Werke (Auswahl)
- Outlines of Chemistry.
- Notes on Qualitative Analysis.